# 軟質磁器
軟質磁器（なんしつじき、英語: soft-paste porcelain）とは磁器の種類で、磁器化温度が低く硬さが低い（＝軟らかい）ものを指す。軟磁器とも呼ばれる。対置する用語として硬質磁器がある。素地（きじ）はフリット質を多く含み、透明性が高い。1,200℃前後の低温で焼成でき透光性に優れるが、焼成中に変形しやすいという欠点がある。

## 代表例
代表的な例としては、16世紀末からフランスやベルギーで作られたフリット磁器や19世紀以降にフランスで作られたセーヴル磁器、イギリスで誕生したボーンチャイナなどがある。フリット磁器は変形の制御が困難なことから今日では作られていないが、セーヴル磁器やボーンチャイナは現在でも広く生産されている。
なおソフトペーストという素地があるが、これは主として陶器の原料であり、軟質磁器と直接の関係はない。